# Tapinocyba latia
Tapinocyba latia är en spindelart som beskrevs av Alfred Frank Millidge 1979. Tapinocyba latia ingår i släktet Tapinocyba och familjen täckvävarspindlar.
Artens utbredningsområde är Italien. Inga underarter finns listade i Catalogue of Life.